# Monte Carlo Resort and Casino
Monte Carlo Resort and Casino – superluksusowy hotel i kasyno, położony przy bulwarze Las Vegas Strip w Paradise, w stanie Nevada. Kompleks jest operowany przez korporację MGM Resorts International. Nazwa obiektu odnosi się do słynnego Place du Casino w Monte Carlo.
Monte Carlo Resort and Casino otrzymał wyróżnienie Czterech Diamentów AAA.

## Obiekt i jego atrakcje
W skład kompleksu wchodzi 32–piętrowy hotel z 2.992 pokojami, a w tym z 259 superluksusowymi apartamentami, a także kasyno o powierzchni 8.400 m², na terenie którego znajduje się 2.200 automatów i 95 stołów do gier. Jako że główną inspirację Monte Carlo Resort and Casino stanowił Place du Casino, wystrój kompleksu charakteryzują ogromne żyrandole, marmurowe podłogi, architektura neoklasyczna, liczne fontanny i podświetlane promenady. 
Na terenie Monte Carlo Resort and Casino znajdują się poza tym: przestrzeń handlowa, bary i restauracje, centra konferencyjne, spa, centrum fitnessu, salon piękności, siłownia, kilka basenów, kaplica i tzw. Street of Dreams, czyli salony i sklepy takich marek, jak m.in.: Optica, Marshall Rousso, Misura, Harley Davidson i Art of Music. W kasynie Monte Carlo znajduje się Minus5, największy bar lodowy w Ameryce Północnej. CityCenter Tram oferuje transport do Bellagio oraz obszaru handlowego The Crystals w kompleksie CityCenter.
Monte Carlo Resort and Casino stanowi domowy obiekt komika Franka Caliendo. W sierpniu 2009 roku Caliendo podpisał dziesięcioletni kontrakt z kompleksem, na mocy którego występuje w hotelu cztery razy w tygodniu. Od 7 października 2010 roku w Monte Carlo swoje show MÜS.I.C wystawia również grupa taneczna JabbaWockeeZ; ich występy, odbywające się przez pięć dni w tygodniu, mają miejsce w Monte Carlo Theater.

## Historia

### Konstrukcja i otwarcie
Budowa hotelu rozpoczęła się w marcu 1995 roku, a obiekt pierwotnie miał nazywać się Grand Victoria. Jednak po krytyce ze strony przedstawicieli MGM Grand, nazwa została skrócona do Victoria, a następnie ostatecznie przekształcona w Monte Carlo. Koszt konstrukcji kompleksu wyniósł 344 miliony dolarów. 
Monte Carlo Resort and Casino został otwarty 21 czerwca 1996 roku o godz. 12:01. Oficjalną uroczystość poprzedziła jednak zamknięta impreza dla vipów, którą uświetnił pokaz fajerwerków, i która odbyła się dzień wcześniej, 20 czerwca.

### Pożar w 2008 roku
25 stycznia 2008 roku, o godzinie 10:57, w Monte Carlo ogłoszono alarm pożarowy trzeciego stopnia, spowodowany ogniem, który opanował zewnętrzne części obiektu – sześć górnych pięter hotelu oraz dach kasyna. Pożar nie dotarł do wnętrza budynku, jednak pochłonął fragmenty fasady. Spadające z dachu elementy konstrukcji powodowały wybuchy mniejszych pożarów na niżej położonych piętrach. Ogień został w pełni ugaszony po upływie niespełna godziny. 15 lutego hotel i kasyno zostały ponownie otwarte dla gości, a MGM Resorts International straty wynikające z pożaru wyceniła na około 100 milionów dolarów. 

### Hotel32
Hotel32 to superluksusowy hotel butikowy, położony na ostatnim piętrze Monte Carlo i otwarty 10 sierpnia 2009 roku. Składa się z 50 apartamentów, w skład których wchodzą studia o wielkości 79 m² oraz penthouse'y zajmujące powierzchnię 190 m². Dostęp do nich umożliwia wyłącznie winda ekspresowa, odseparowana od innych pięter kompleksu. Każdemu apartamentowi przypisany jest prywatny lokaj, zaś goście Hotelu32 mają dostęp do zamkniętej Lounge32, z której rozpościera się widok na panoramę Las Vegas. 

## Monte Carlo w mediach
Monte Carlo Resort and Casino pojawił się w kilku filmach oraz programach telewizyjnych. Do najważniejszych obrazów kręconych w kompleksie należały Dopaść Cartera (2000) oraz Co się zdarzyło w Las Vegas (2008). W filmie Zabawy z piłką z 2004 roku, Average Joes zatrzymuje się w Monte Carlo podczas turnieju gry w dwa ognie w Las Vegas. W finałowym odcinku 15. serii Amazing Race, drużyny musiały wyznaczyć milion dolarów w pokerowych żetonach w kasynie Monte Carlo, aby otrzymać kolejną wskazówkę.

## Galeria

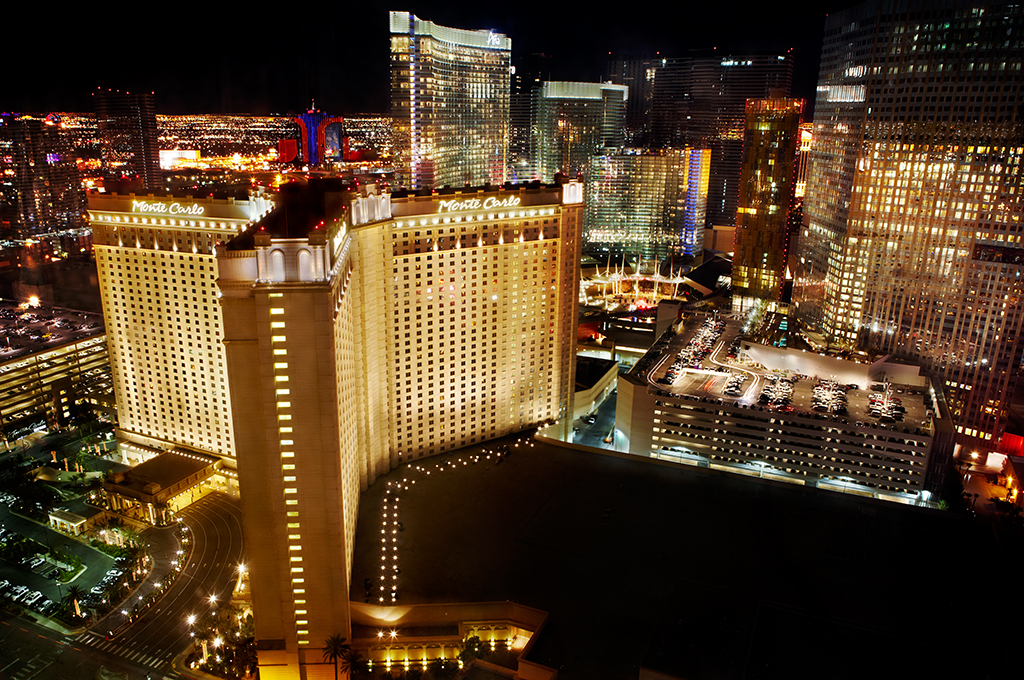
Monte Carlo nocą
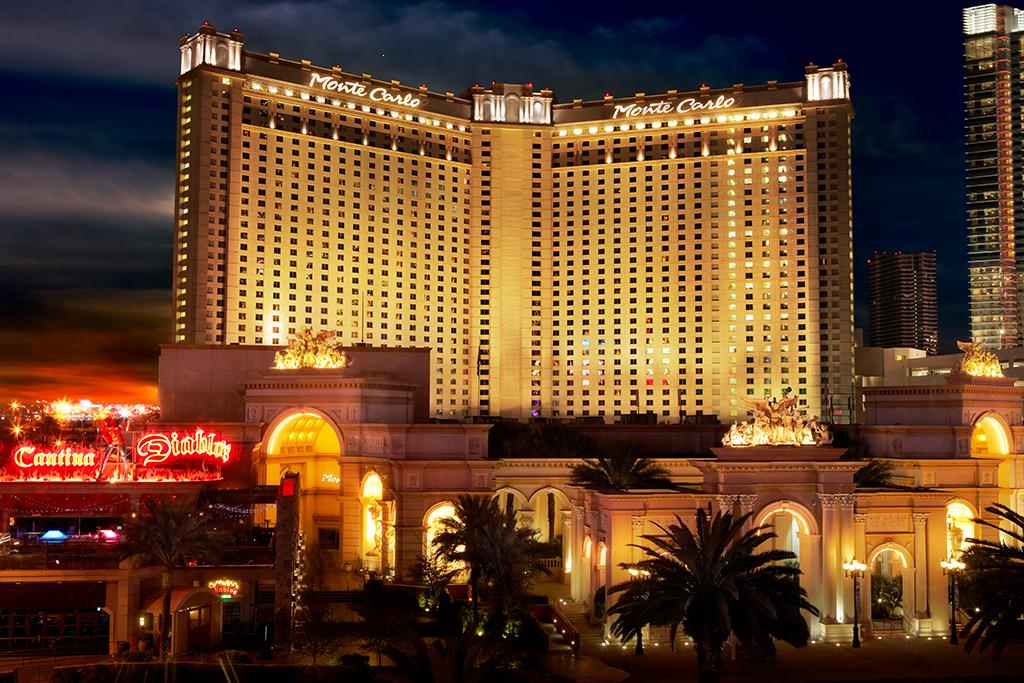
Monte Carlo nocą
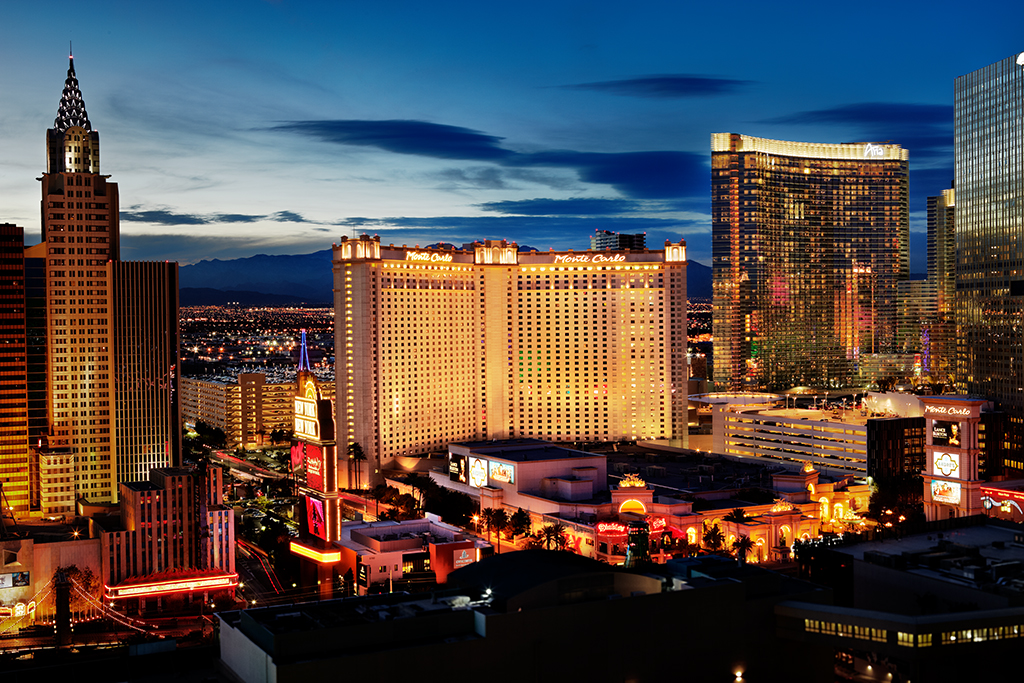
Monte Carlo widziany z Las Vegas Strip